# Симмонс, Джозеф
Джо́зеф Уо́рд Си́ммонс (англ. Joseph Ward  Simmons; род. 14 ноября 1964, Куинс, Нью-Йорк), также известный под сценическими псевдонимами Run, Rev. Run и DJ Run — американский рэпер, диджей, музыкальный продюсер и актёр. Симмонс является одним из основателей влиятельной хип-хоп-группы Run–D.M.C.. Он также является практикующим священником, известным как «Reverend Run» (с англ. — «Преподобный Ран»).

## Ранние годы
Симмонс родился в нью-йоркском районе Холлис в Куинсе 14 ноября 1964 года. Он является младшим братом художника Дэнни Симмонса и Расселла «Раш» Симмонса, одного из основателей звукозаписывающего лейбла Def Jam Recordings.

## Карьера
В 1978 году, будучи подростком, Джозеф Симмонс был завербован в хип-хоп своим старшим братом Расселлом Симмонсом, который был тогда многообещающим хип-хоп-промоутером. Расселл принял Джозефа к себе на работу в качестве диджея для начинающего тогда молодого рэпера Кёртиса Блоу, менеджером которого был Расселл. Тогда же и была придумана легенда, что Ран якобы является сыном Кёртиса Блоу, и его стали называть «Kurtis Blow’s disco son D.J. Run» (с англ. — «Диско сын Кёртиса Блоу - диджей Ран»), затем он сменил своё имя на «Run Love», а затем стал называть себя «DJ Run» из-за его способности быстро делать скрэтчи на двух проигрывателях. Но Ран не хотел ограничивать себя только диджеингом, он хотел стать эМСи. В 1981 году Расселл Симмонс помог своему младшему брату записать свой первый сингл под названием «Street Kid». Песня осталась незамеченной, но, несмотря на неудачи сингла, энтузиазм Рана только рос.
В 1981 году Джозеф и его школьный друг Дэррил Макдэниелс, известный тогда как Easy D., решили стать дуэтом. Во время просмотра баттла местных диджеев в парке Two-Fifths Park они встретили Джейсона «Джем Мастер Джей» Майзелла, известного тогда как «Jazzy Jase». Джейсон был тогда одним из самых популярных диджеев этого парка. Он был знаменит своими кричащими нарядами: чёрная шляпа, кроссовки Adidas, кожа — всё то, что группа примет в качестве товарного знака их внешнего вида . «Он не ходил в школу с нами, но я знал, что он был из баскетбольной команды», говорит Run. «Он жил на 203-й улице, я жил на 205-й улице, а DMC жил на 197-й улице. Джей был очень хороший парень, и я пообещал ему, что если я заключу сделку на запись пластинки, то я возьму его в качестве моего диджея».
В 1983 году Расселл Симмонс согласился помочь им записать и выпустить их новый сингл «It’s Like That»/«Sucker M.C.'s» на лейбле Profile Records и заключить с ними сделку, при одном условии, что Дэррил МакДэниелс изменит свой сценический псевдоним на «DMC», а группу назовут Run-D.M.C. В составе группы Run-D.M.C. Джозеф Симмонс выпустил 7 студийных альбомов, снялся в 5 фильмах: Krush Groove (1985), Big Fun In The Big Town (1986), Tougher Than Leather (1988), Who’s The Man? (1993), The Show (1995).
В 1991 году Джозеф был обвинён в изнасиловании студентки колледжа в Огайо, позже обвинения были сняты. Run начал использовать сценический псевдоним «Rev. Run» (с англ. — «Преподобный Ран») после того, как он стал рукоположённым священником.
В 1997 году «Rev. Run» принял участие в записи песни «Santa Baby», где помимо него в записи приняли участие Ma$e, Diddy, Snoop Dogg, Salt-N-Pepa, Onyx и Кит Мюррей.
18 октября 2005 года он выпустил свой дебютный сольный альбом под названием Distortion. Первый сингл с альбома, «Mind On The Road», был использован в видео-игре Madden NFL 06 от компании EA Sports. В песне был использован семпл из песни «I Love Rock 'N' Roll», песня была сделана в стиле старых хитов группы Run-D.M.C.
C 2005 по 2009 год Джозеф снимался в сериале Run’s House (с англ. — «Дом Рана») — реалити-шоу, рассказывающее о его повседневной жизни со своей семьёй. Сериал выходил на телеканале MTV.
8 сентября 2007 года Джозеф Симмонс был награждён премией BMI Icon на ежегодной церемонии MTV Urban Awards.
В 2008 году Ран и его жена Жюстин объединились с Kool-Aid и некоммерческой организацией под названием KaBOOM!, чтобы помочь построить детские площадки в общинах. С Kool-Aid они помогли построить 24 игровые площадки в течение 2008 года, с помощью которых они обратили внимание общественности на необходимость создания безопасного места для игр.
5 августа 2008 года издательство Gotham Press выпустило книгу Take Back Your Family: A Challenge to America’s Parents (с англ. — «Верни себе свою семью: вызов родителям Америки»), написанную Джозефом в соавторстве с его женой, Джастин Симмонс, и Крисом Морроу.
5 февраля 2013 года издательство Touchstone выпустило книгу Manology: Secrets of Your Man’s Mind Revealed, написанную Джозефом в соавторстве с Тайризом Гибсоном и Крисом Морроу.
Ран также создал два других сериала для кабельного телевидения, премьера которых состоялась в 2014 году: Rev Run’s Renovation и Rev Run’s Sunday Suppers (с англ. — «Воскресные Ужины Преподобного Рана»).
В 2014 году «Rev. Run» выпустил свой второй студийный альбом Red Rhythm Rewind.
В 2018 году Джозеф Симмонс вместе со своей женой, Джастин Симмонс, снялся в 10-эпизодном сезоне сериала All About The Washingtons (с англ. — «Всё о Вашингтонах»). Сериал транслировался на сервисе Netflix.

## Личная жизнь
Джозеф Симмонс живёт со своей женой и детьми в Сэддл-Ривер (боро в округе Берген, штате Нью-Джерси, США). У Рана трое детей от первого брака с Валери Вон (в браке с 1983 года до 1992 года) и трое детей от второго брака с Джастин Джонс (в браке с 1994 года).
В 2017 году Симмонс сказал, что он принимает вегетарианскую диету на неполный рабочий день, потому что Бог посоветовал ему это сделать.

## Дискография

### Сольные альбомы
- 2005: Distortion
- 2014: Red Rhythm Rewind